# Linia C (Metroul din Praga)
Linia C (Linka C în cehă) este o magistrală a Metroului din Praga. Linia este cea mai veche din Praga, primul tronson fiind deschis pe 9 mai 1974, după opt ani de construcție. Linia a fost extinsă în anii 1980 și este acum într-un proces de extindere. Până în 2008, linia va ajunge de la Ládví la Prosek, deschizându-se trei stații noi: Letňany, Střížkov și Prosek 

## Istorie
| Tronson                             | Data deschiderii  | Lungime |
| ----------------------------------- | ----------------- | ------- |
| Florenc-Kačerov                     | 9 mai 1974        | 6,6 km  |
| Kačerov-Háje                        | 11 noiembrie 1980 | 5,3 km  |
| Florenc-Nádraží Holešovice Fučikova | 3 noiembrie 1984  | 2,2 km  |
| Nádraží Holešovice-Ládví            | 25 iunie 2004     | 4,0 km  |
| Total:                              | 17 stații         | 18,1 km |